# Mephisto (Metal-Band)
Mephisto war eine deutsche Speed-Metal-Band aus dem Ruhrgebiet. Sie wurde 1986 gegründet und ging aus der Band „Roy Bean“ hervor.

## Bandgeschichte
Als die bereits Ende der 1970er Jahre gegründete Band „Roy Bean“ (damals bekannt als Supportact von Destruction, Slayer und Van Straaten) sich Mitte der 1980er Jahre auflöste, entschlossen sich die Ursprungsmitglieder Uwe Suerick und Wolfgang Mann eine neue Band zu gründen. Mit den Gitarristen Andrès Hladik, Andreas Rippelmeier und dem Bassisten Marc Schulz waren Anfang 1986 die neuen Bandmitglieder gefunden und der Bandname wurde in „Mephisto“ geändert. Die Idee zur Namensgebung „Mephisto“ hatte der Gitarrist Andrès Hladik. Es folgte im Jahre 1987 eine 6-Track-Demoproduktion, welche sehr gute Bewertungen in der Fachpresse erhielt. Aufgrund dieser positiven Resonanz hatte 1988 das Plattenlabel „Miracle Records“ Interesse an „Mephisto“, woraufhin der erste Plattendeal der Band zustande kam und man sich zu Aufnahmezwecken im Juli 1988 in die Franz K. Studios begab, um das Debütalbum einzuspielen. Noch während der Aufnahmen zum Debütalbum bekam die Band die Nachricht, dass der Ex-Warlock Gitarrist Peter Szigeti dabei sei, eine neue Band zu gründen, und er seiner neuen Band auch den Namen „Mephisto“ geben wolle. Hierzu traf sich der Bassist Marc Schulz mit Peter Szigeti in Düsseldorf zu einem klärenden Gespräch, woraufhin der Ex-Warlock-Gitarrist von seinem Vorhaben zur gleichen Namensführung abließ.

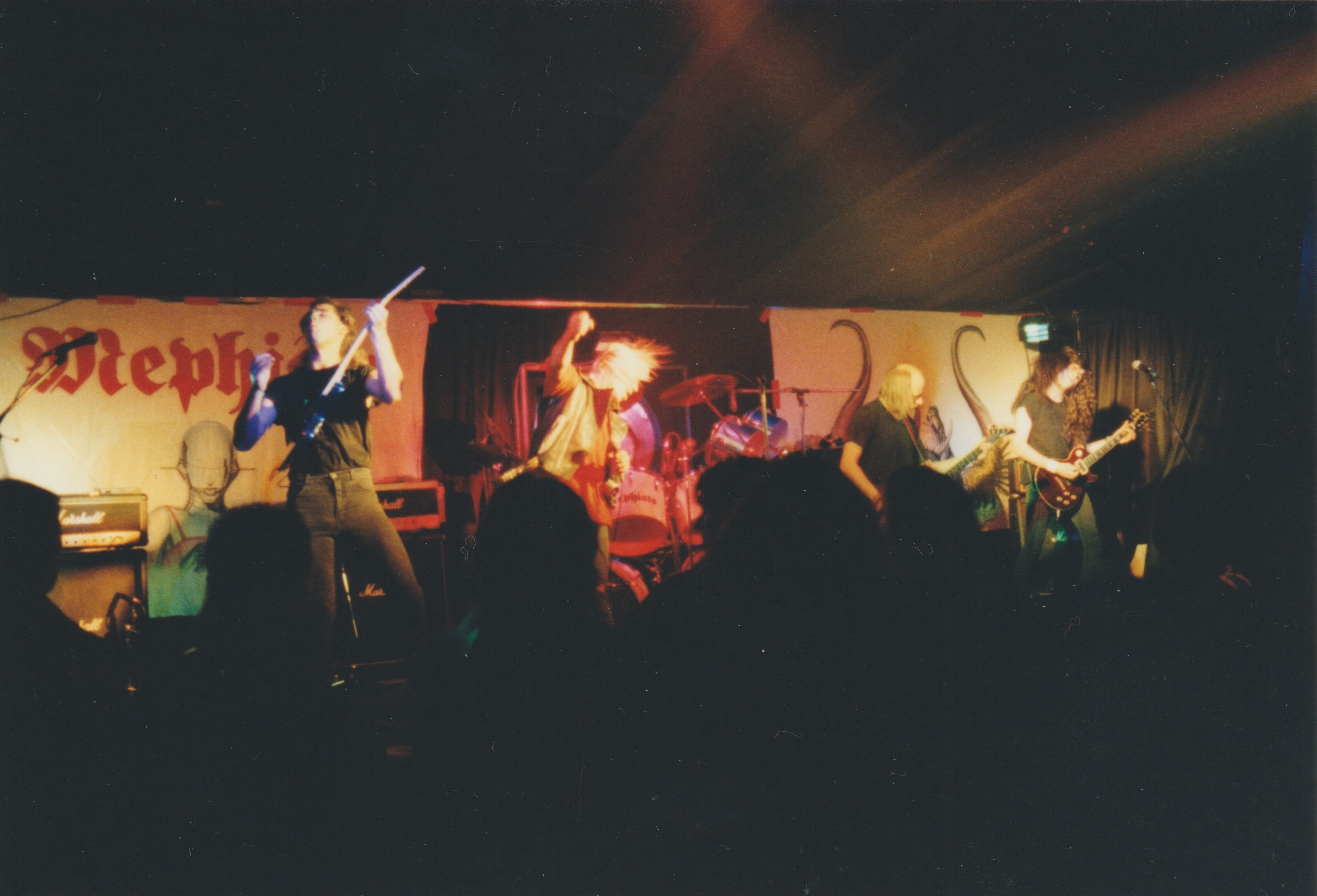
Mephisto Live im „Spectrum“ Castrop-Rauxel (1993)

Obwohl das Debütalbum durchweg gute Rezensionen erhielt und man auch bei Live-Konzerten sehr gut Punkten konnte (erwähnenswert ist hier das Konzert in der Rockfabrik Ludwigsburg am 26. Juni 1988), kam es innerhalb der Band Mitte 1989 zu persönlichen Differenzen. Daraufhin verließen Andreas Rippelmeier und Marc Schulz die Band. Nach einer kurzen Ruhephase aufgrund der Suche nach neuen Bandmitgliedern sowie der Orientierung nach Art und Weise der musikalischen Weiterführung der Band, waren im Herbst 1989 mit dem Gitarrist Markus Brüker und dem Bassisten Dirk Welke die neuen Bandmitglieder gefunden. Es entstanden zahlreiche neue Songs und man begab sich erneut ins Studio, um ein weiteres Demo einzuspielen. Nach Veröffentlichung des neuen Demos und zahlreichen Konzerten im Ruhrgebiet, kam es im Dezember 1990 zum Plattendeal mit Rockport Records in Offenbach (Label Name „Energy“). Der Longplayer Nr. 2 wurde im Frühling/Sommer 1991 in den Rockport Studios eingespielt und im Herbst 1991 unter dem Titel „Mephisto – In Search of Lost Refuge“ über „SPV“ veröffentlicht. Das zweite Mephisto-Album erhielt, ähnlich wie das Debütalbum, durchweg gute Rezensionen. Konnte sich jedoch mangels vertrieblicher Stärke nicht so gut etablieren, wie man es sich erhofft hatte. Mit Konzerten wurde dafür umso mehr das Werberad gedreht und „Mephisto“ wuchs in den nächsten Jahren zu einem sehr beliebten Live-Act heran. In der nachfolgenden Zeit, zwischen 1991 und 1993, wurden zahlreiche neue Songs geschrieben und in Eigenregie davon Demoaufnahmen gefertigt. Zu einem weiteren Plattendeal kam es jedoch nicht mehr, da sich die Band gegen Ende des Jahres 1993 endgültig auflöste.
Das Debütalbum von 1988 wurde zum 30. Jubiläum mit zusätzlichen Demotracks im Januar 2018 auf CD wiederveröffentlicht.

## Diskografie
- 1988: Mephisto (LP)
- 1991: In Search of Lost Refuge (LP)
- 2018: Mephisto (Reissue, Limited Edition CD)